# (17897) Gallardo
(17897) Gallardo est un astéroïde de la ceinture principale.

## Description
(17897) Gallardo est un astéroïde de la ceinture principale. Il fut découvert le 19 mars 1999 à la station Anderson Mesa par le programme LONEOS. Il présente une orbite caractérisée par un demi-grand axe de 2,40 UA, une excentricité de 0,13 et une inclinaison de 1,5° par rapport à l'écliptique.

## Compléments